# Coppa Placci 1992
La Coppa Placci 1992, quarantaduesima edizione della corsa, si svolse il 27 settembre 1992 su un percorso di 201,5 km. La vittoria fu appannaggio del belga Johan Bruyneel, che completò il percorso in 5h03'00", precedendo gli italiani Claudio Chiappucci e Davide Cassani.

## Ordine d'arrivo (Top 10)
| Pos. | Corridore           | Squadra                  | Tempo    |
| ---- | ------------------- | ------------------------ | -------- |
| 1    | Johan Bruyneel      | O.N.C.E.                 | 5h03'00" |
| 2    | Claudio Chiappucci  | Carrera-Vagabond         | s.t.     |
| 3    | Davide Cassani      | Ariostea                 | s.t.     |
| 4    | Laurent Jalabert    | O.N.C.E.                 | a 35"    |
| 5    | Heinrich Trumheller | Helvetia-Fichtel & Sachs | s.t.     |
| 6    | Massimo Ghirotto    | Carrera-Vagabond         | a 45"    |
| 7    | Dario Bottaro       | Mercatone Uno-Zucchini   | s.t.     |
| 8    | Massimo Podenzana   | Italbonifica-Navigare    | s.t.     |
| 9    | Maurizio Fondriest  | Panasonic-Sportlife      | s.t.     |
| 10   | Sergio Barbero      | Italbonifica-Navigare    | s.t.     |